# The Plaza Macao
The Plaza Macao — игорно-гостиничный комплекс, расположенный в Макао, в районе Котай, рядом с The Venetian. Открылся в 2008 году. В состав комплекса входят 19-этажная гостиница Four Seasons Hotel Macao, насчитывающая 360 номеров (управляется канадской компанией Four Seasons Hotels and Resorts), элитные номера Paiza Mansions, казино The Plaza, торговый центр Shoppes at Four Seasons (пешеходными мостами и переходами связан с соседними торговыми центрами Shoppes at Cotai Central и Shoppes at Venetian), семь ресторанов, два бара, бассейн, фитнес-центр, спа-салон, залы для конференций и банкетов. Девелопером является американская компания Las Vegas Sands, принадлежащая миллиардеру Шелдону Адельсону.
В торговом центре Shoppes at Four Seasons расположено 80 магазинов и бутиков, включая марки Brioni, Cartier, Chanel, Emporio Armani, Gucci, Hermès, Louis Vuitton, Valentino, Versace, Burberry, Polo Ralph Lauren, Celine и Canali, а также несколько баров и кафе.
Four Seasons Hotel Macao признан одним из лучших пятизвёздочных отелей по версии Forbes Travel Guide. 

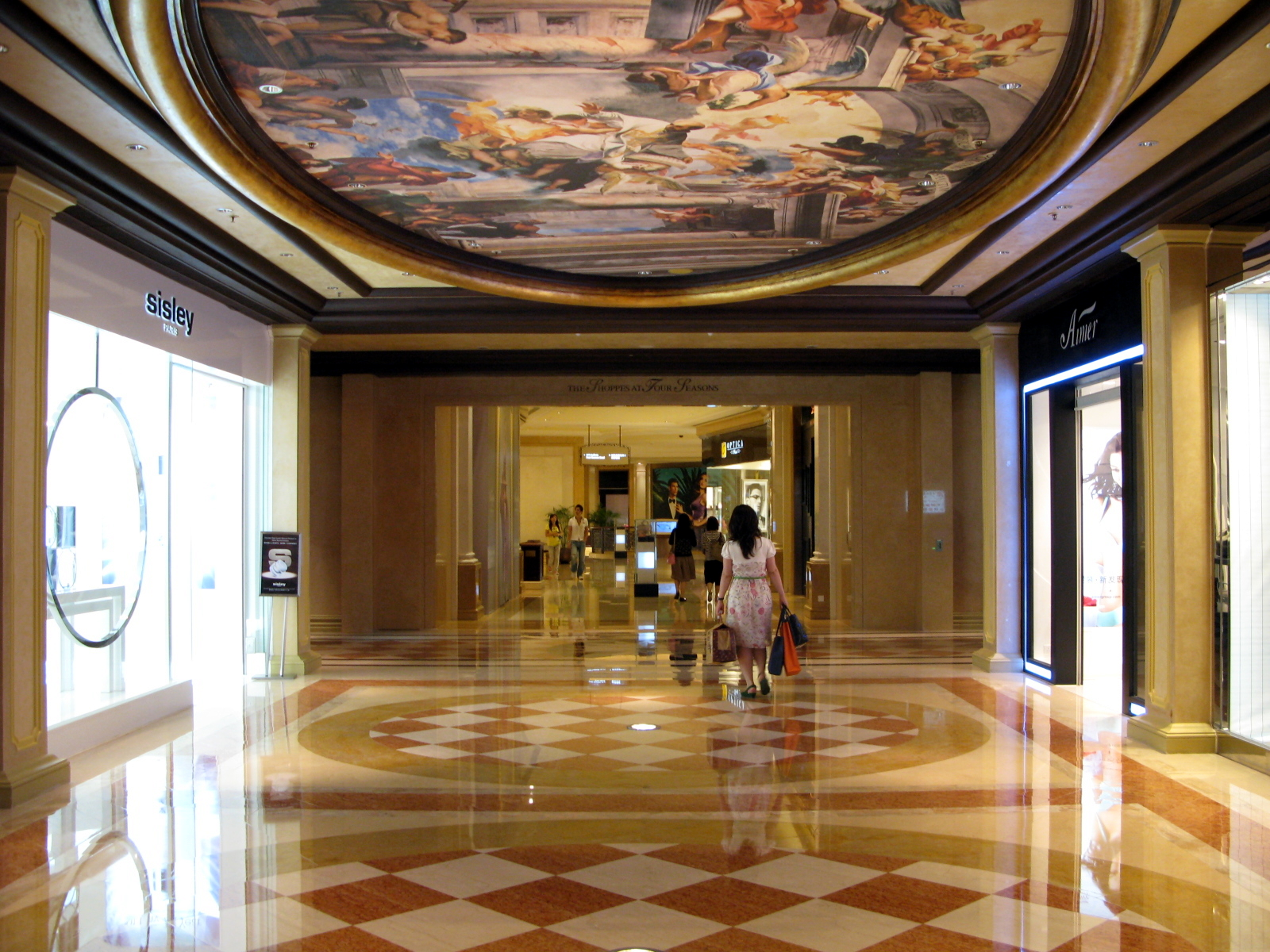
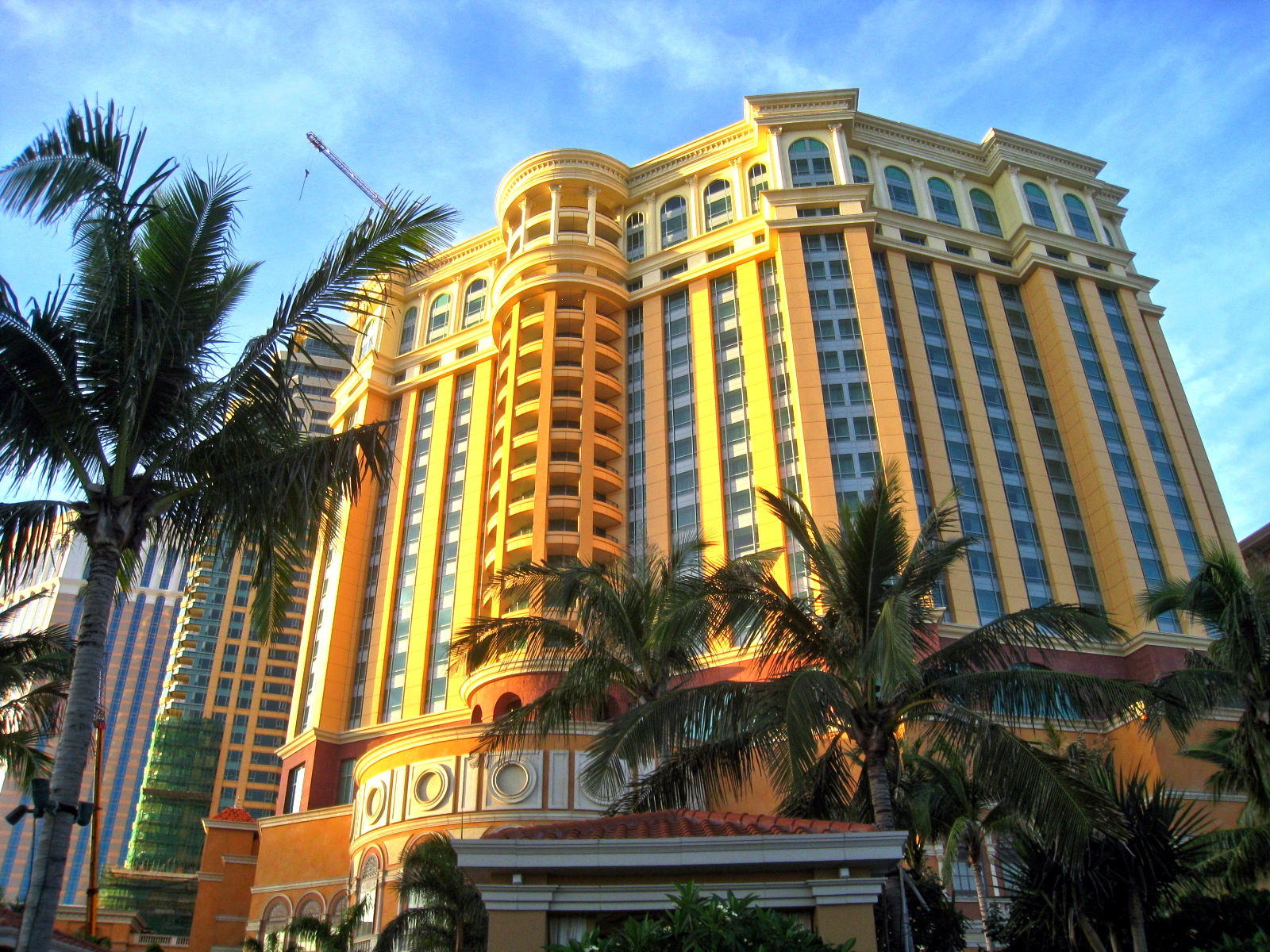
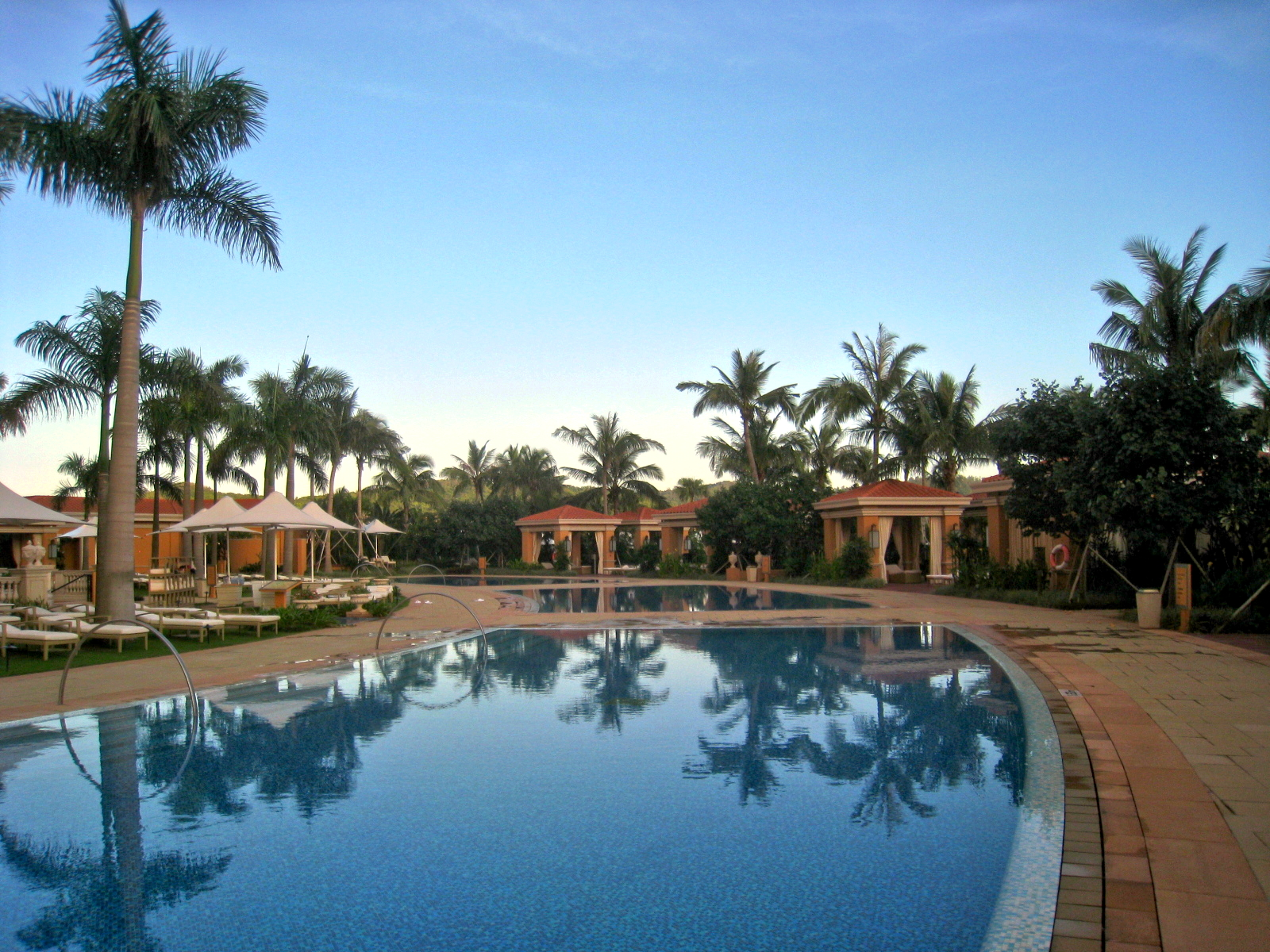
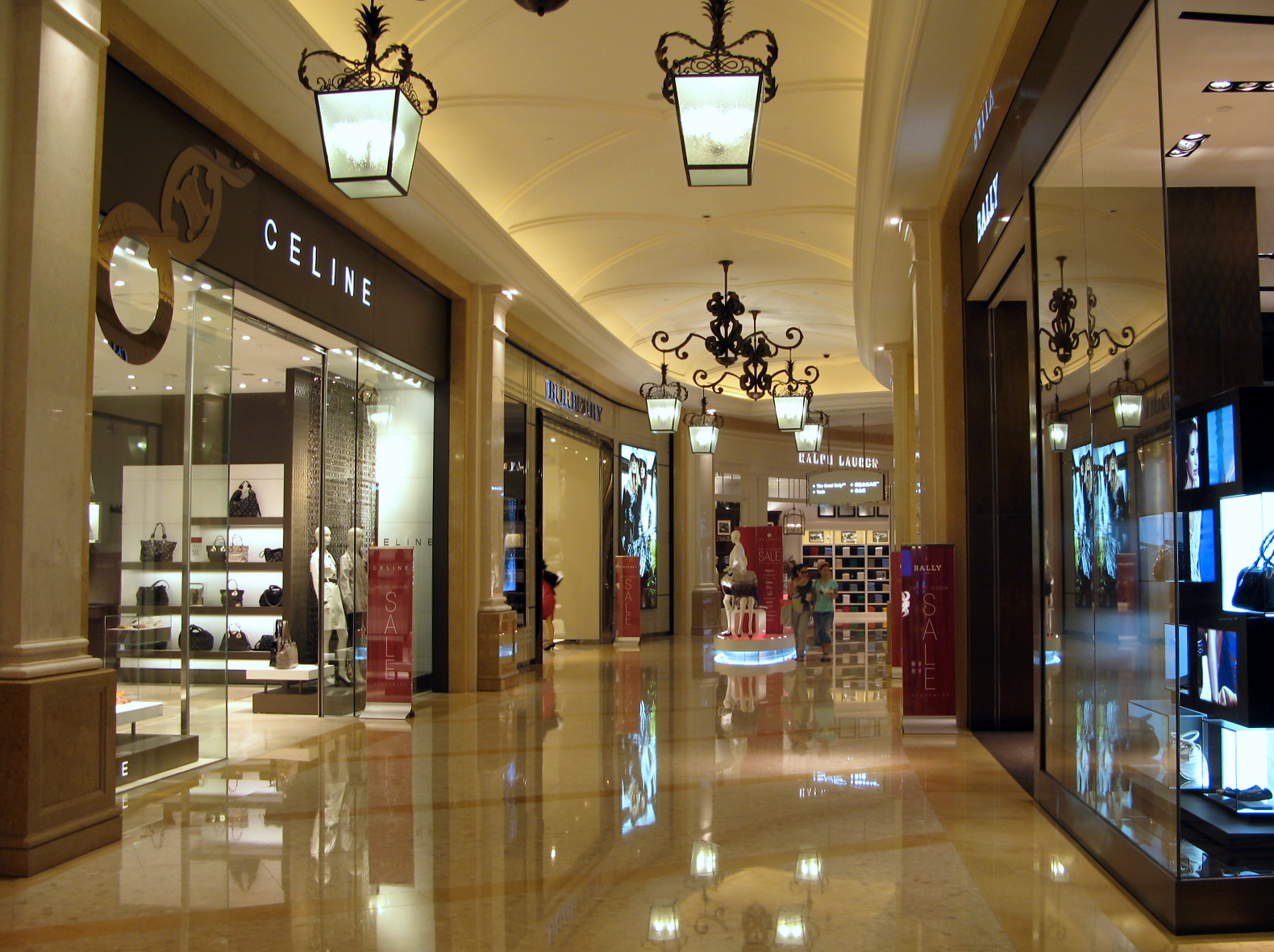